# Ксантен
Ксантен (нем. Xanten, н.-нем. Santen) — город в Германии, в земле Северный Рейн-Вестфалия.
Подчинён административному округу Дюссельдорф. Входит в состав района Везель. Население составляет 21 572 человека (на 31 декабря 2010 года). Занимает площадь 72,39 км². Официальный код — 05 1 70 052.
Город подразделяется на шесть городских районов.

## Достопримечательности
- Собор Святого Виктора
- Ворота Klever Tor
- Мельница Kriemhildmühle
- Археологический парк
- Картезианский монастырь

## Фотографии

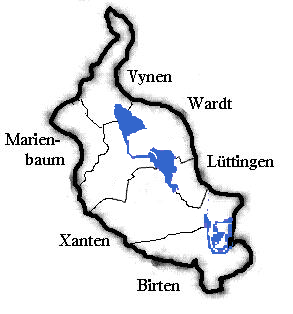
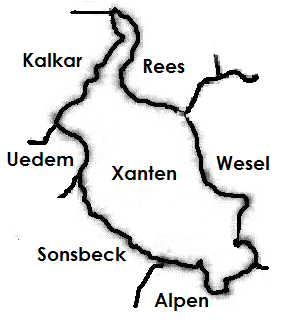
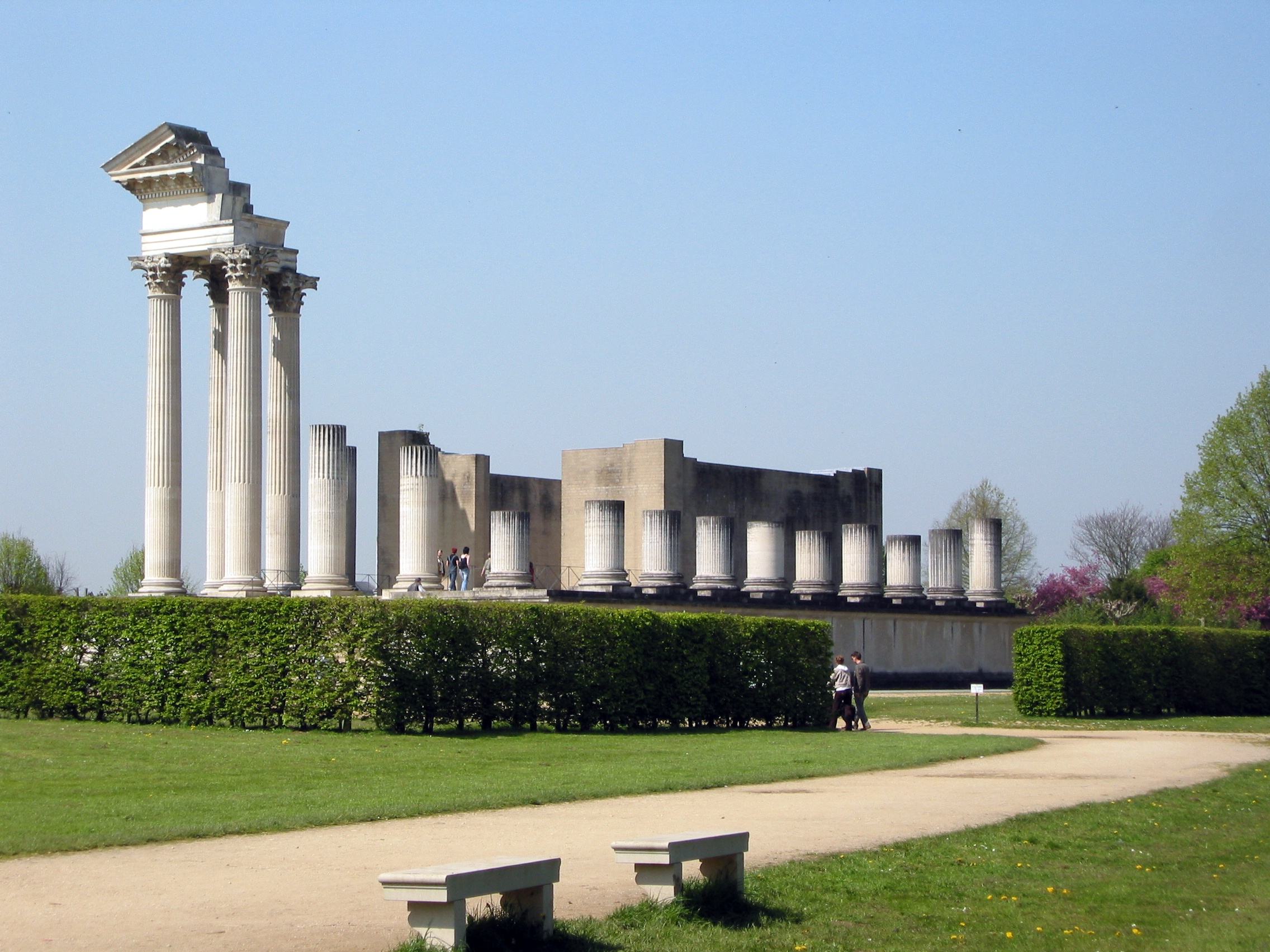
Портовый Храм в Археологическом парке
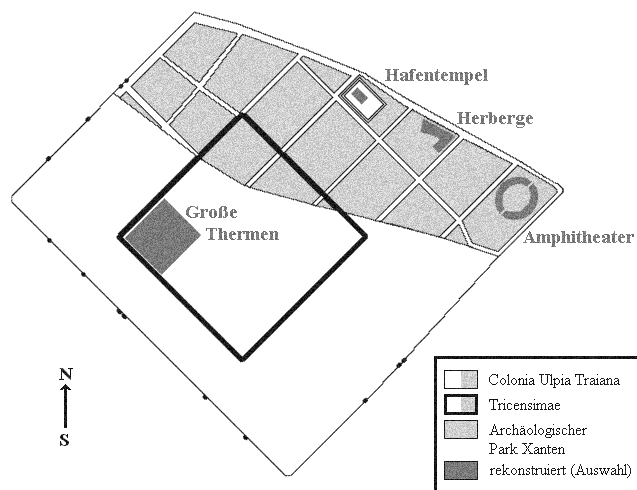
План Археологического парка
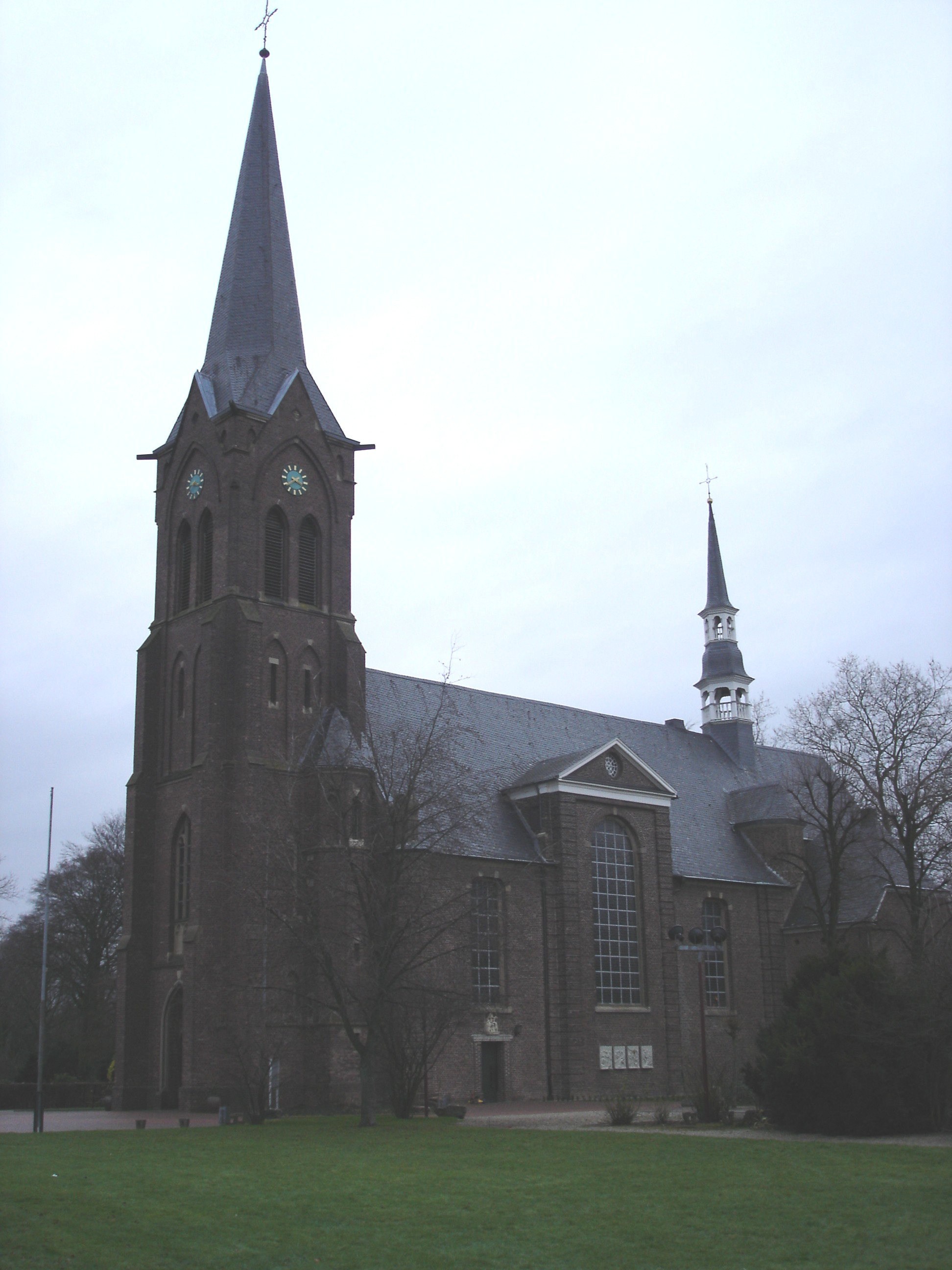
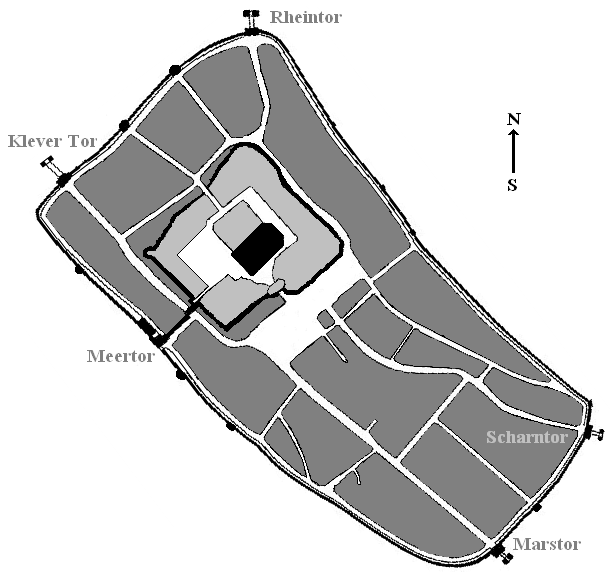
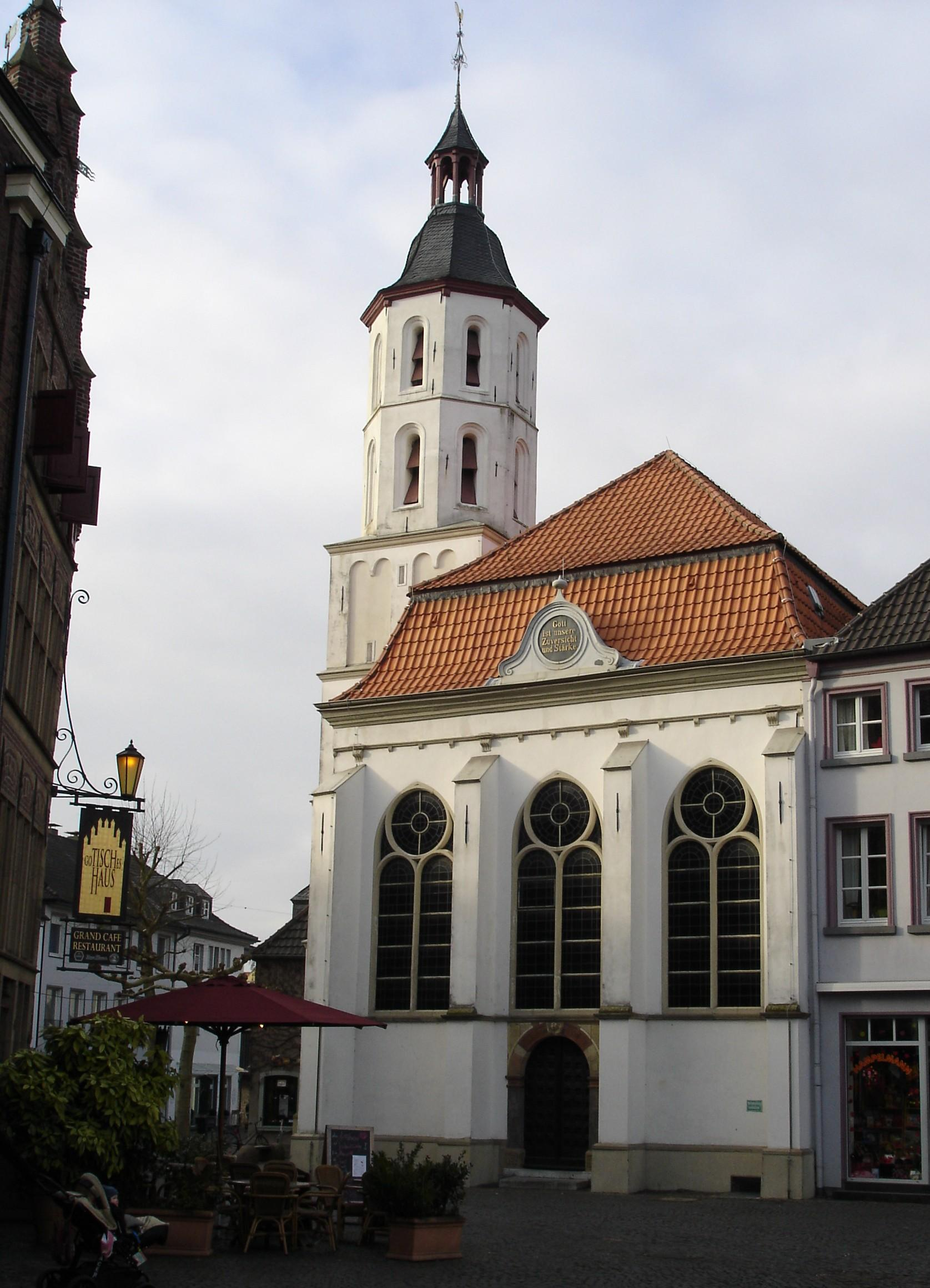
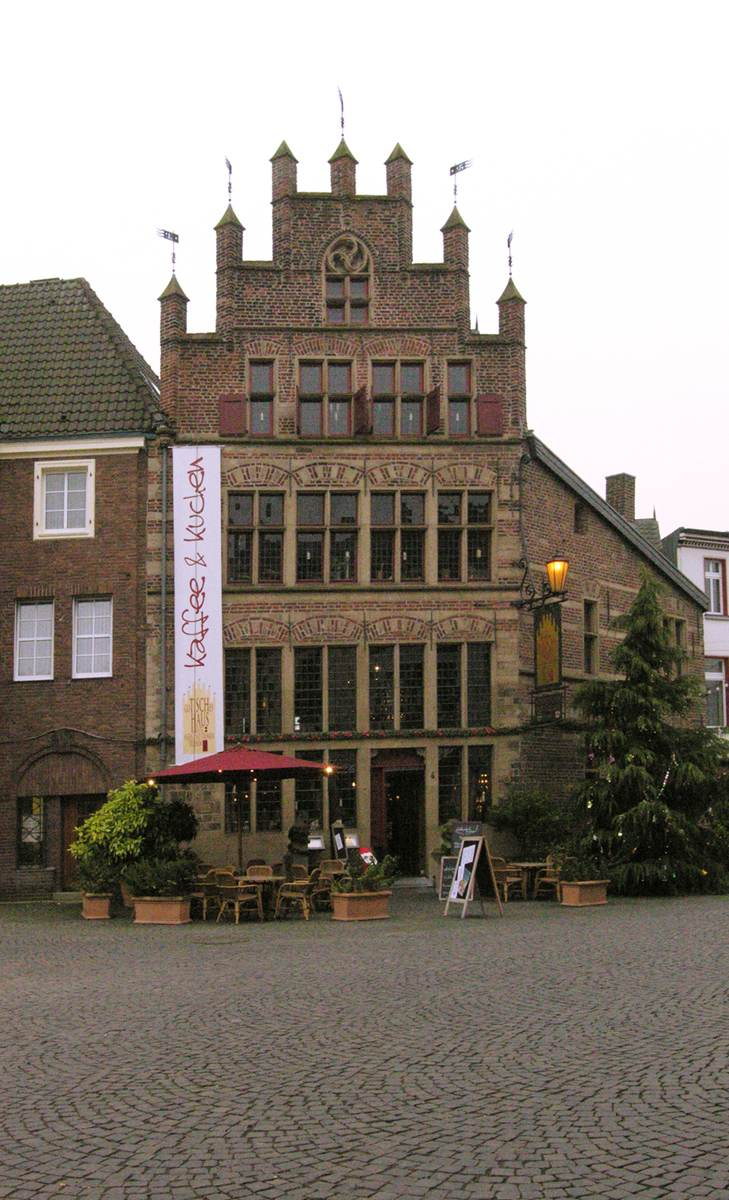
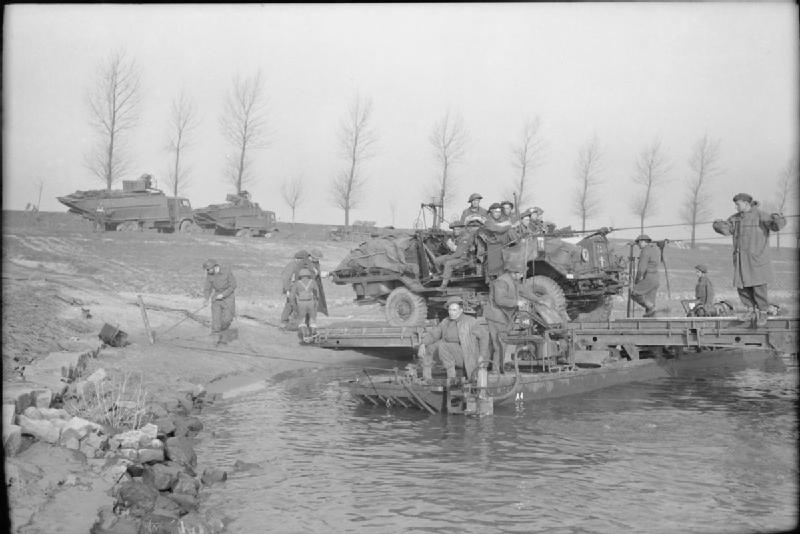
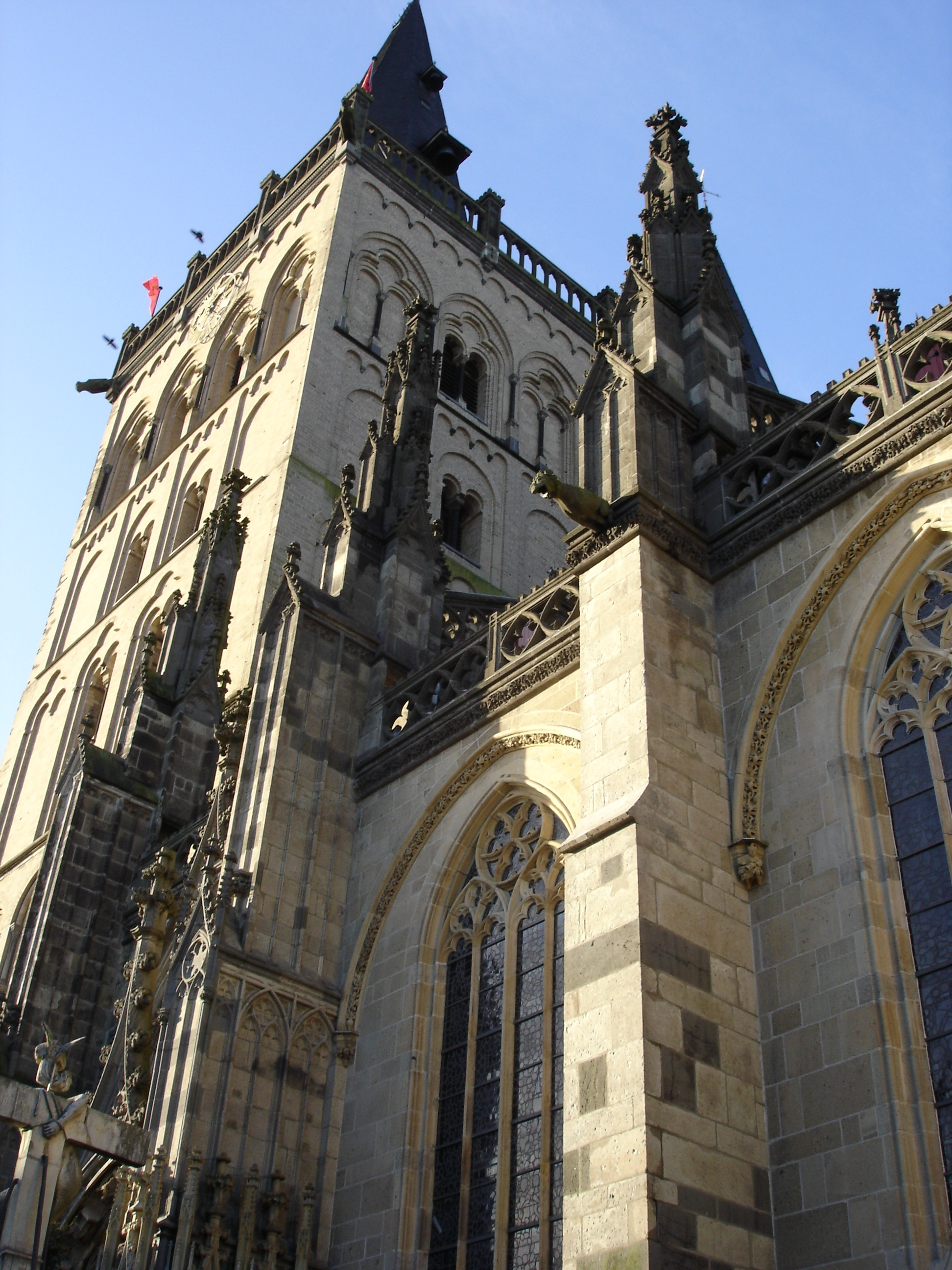
Собор Святого Виктора
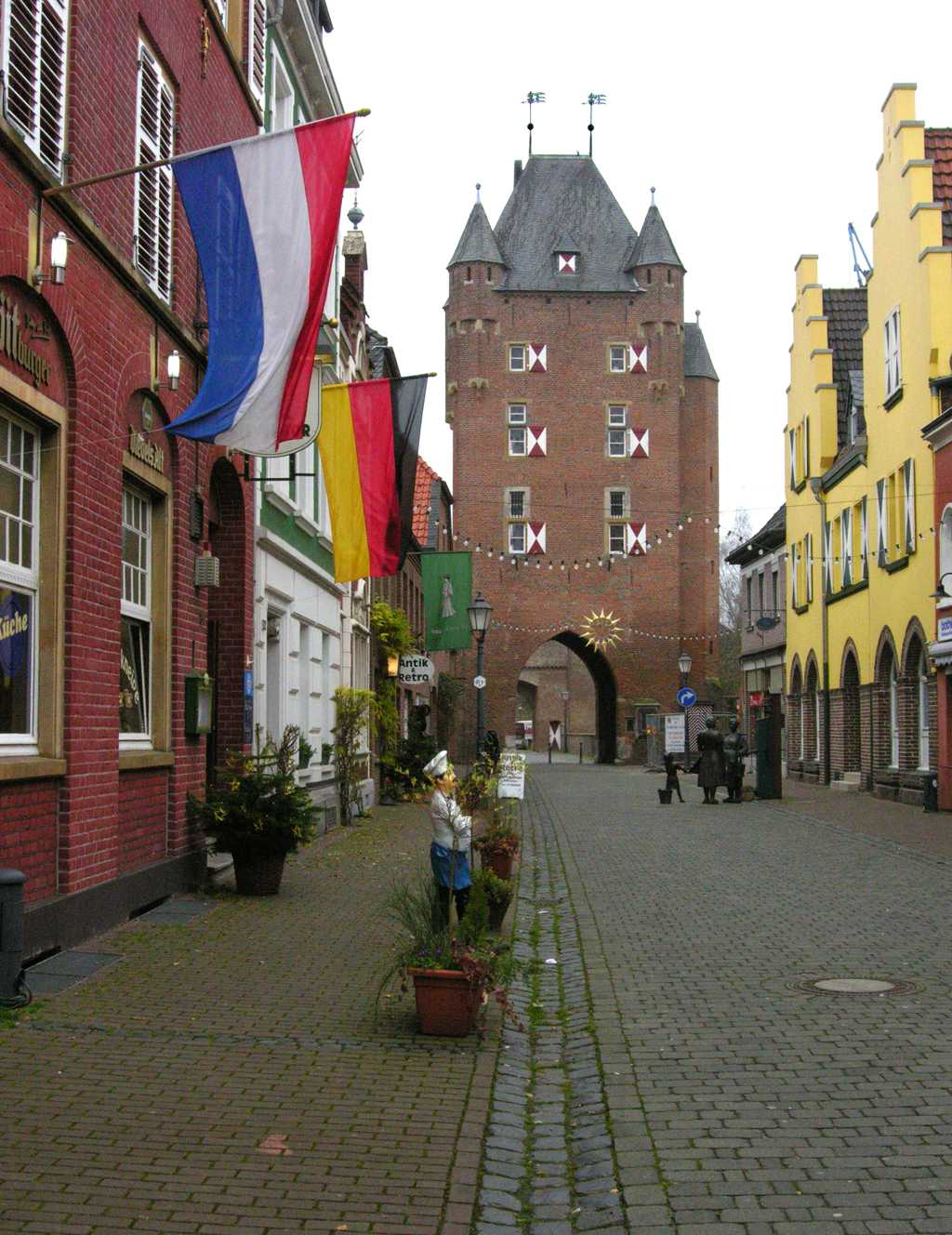
Klever Tor
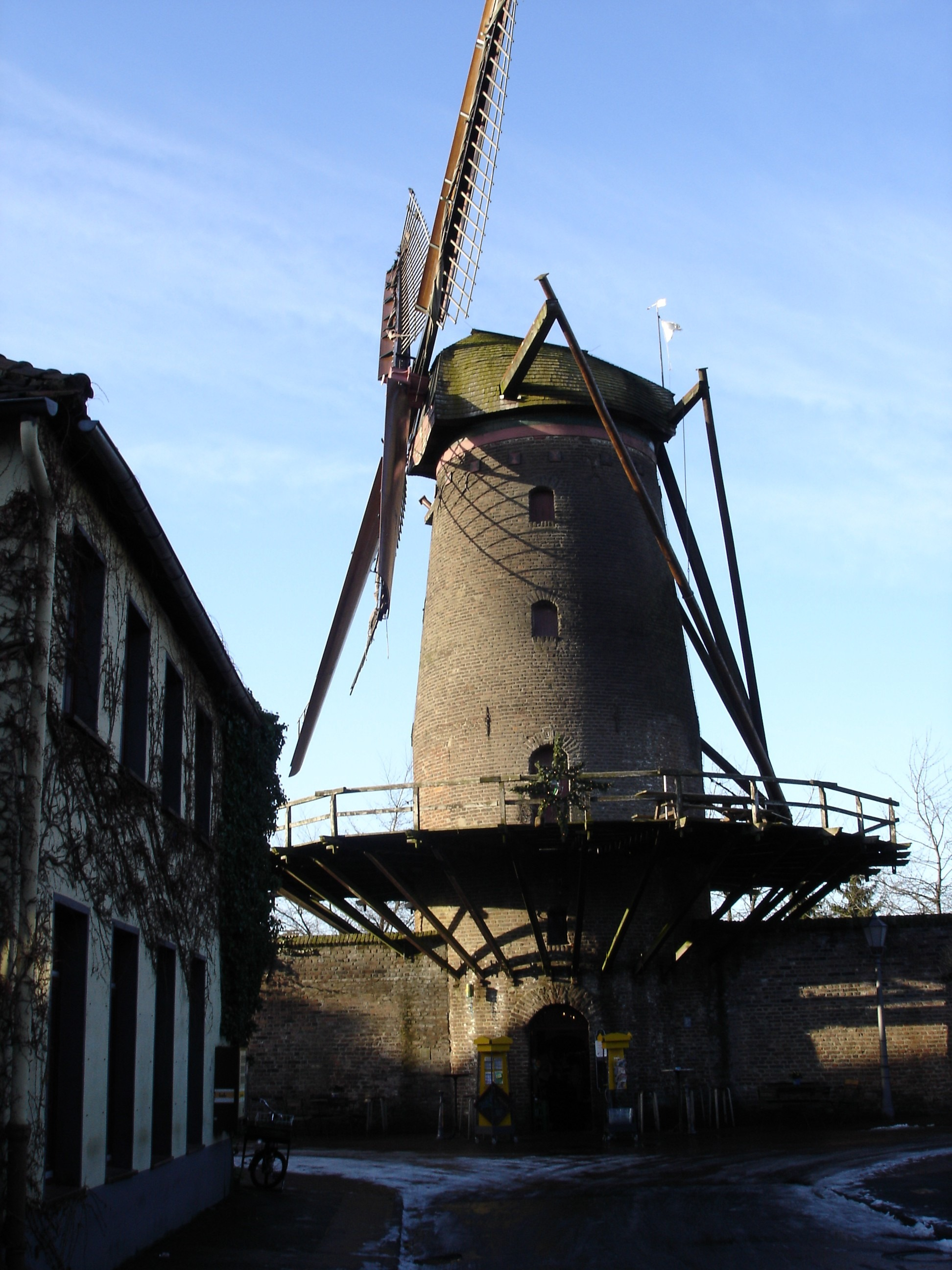
Kriemhildmühle
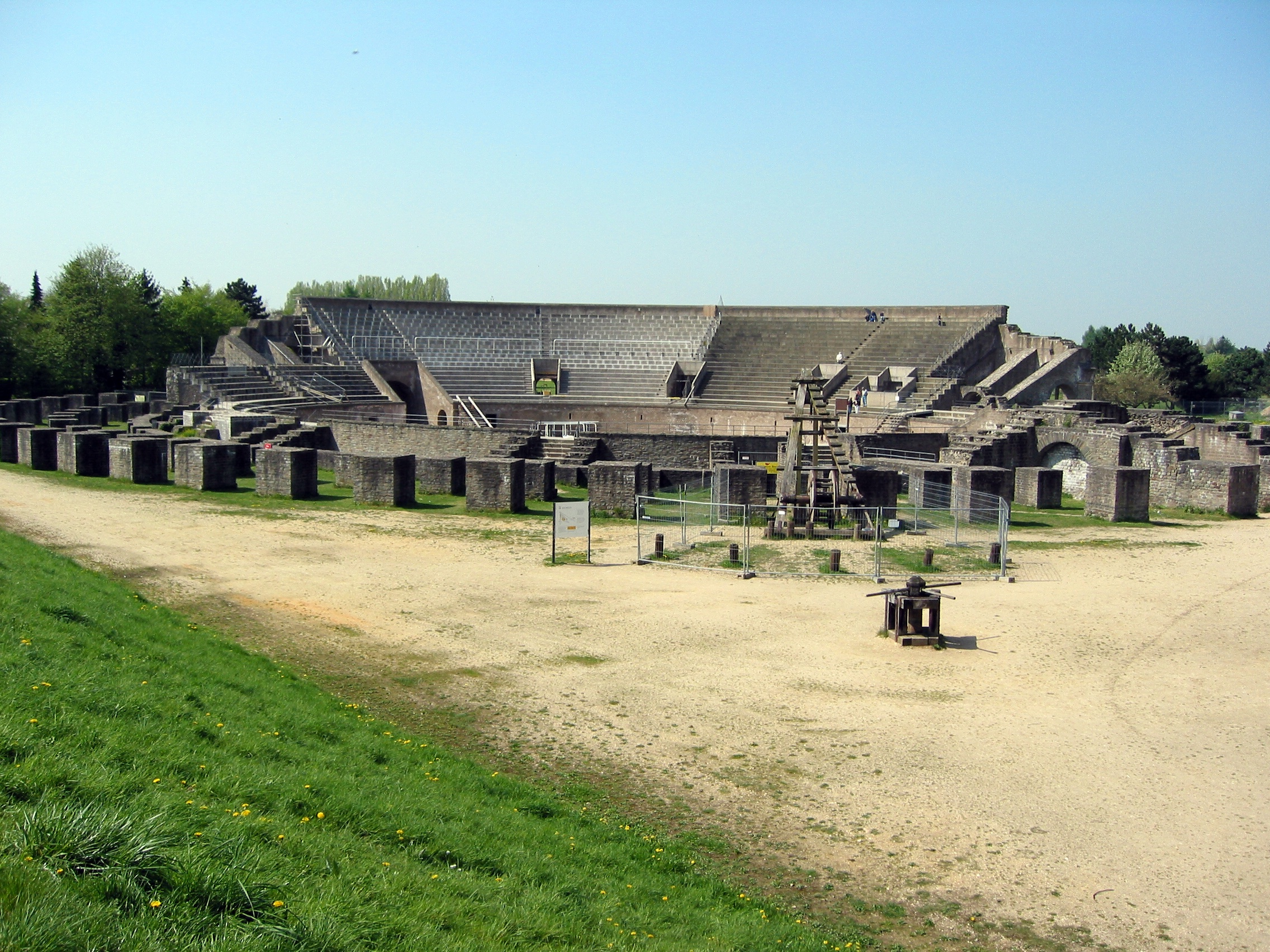
Амфитеатр в Археологическом парке
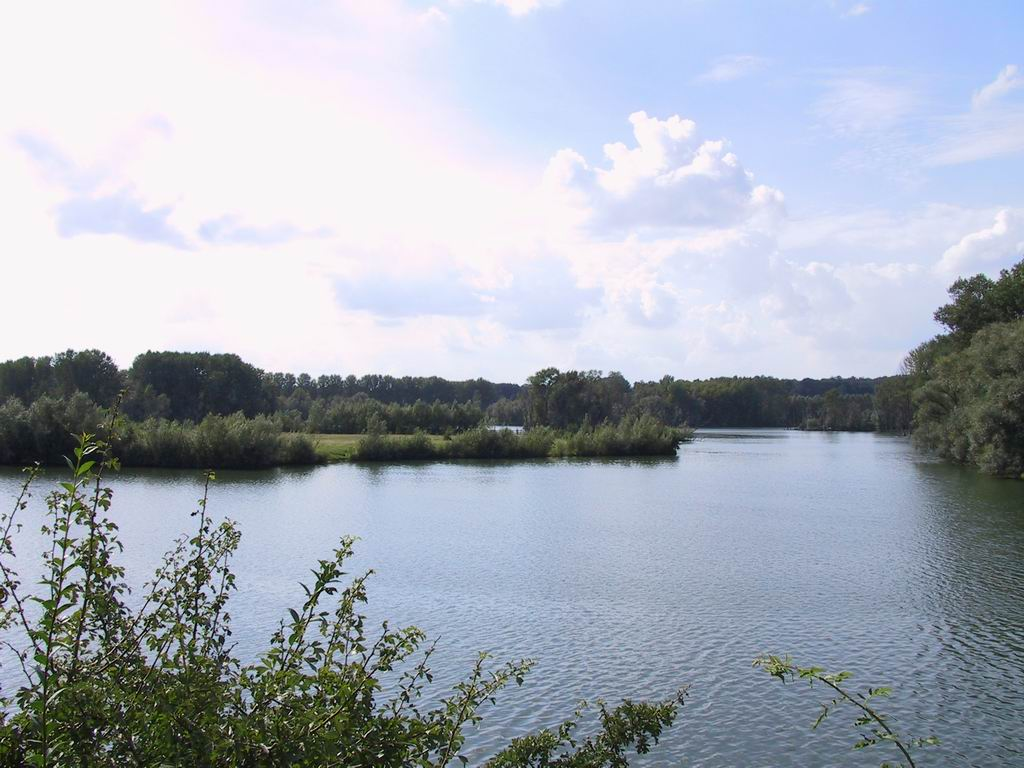
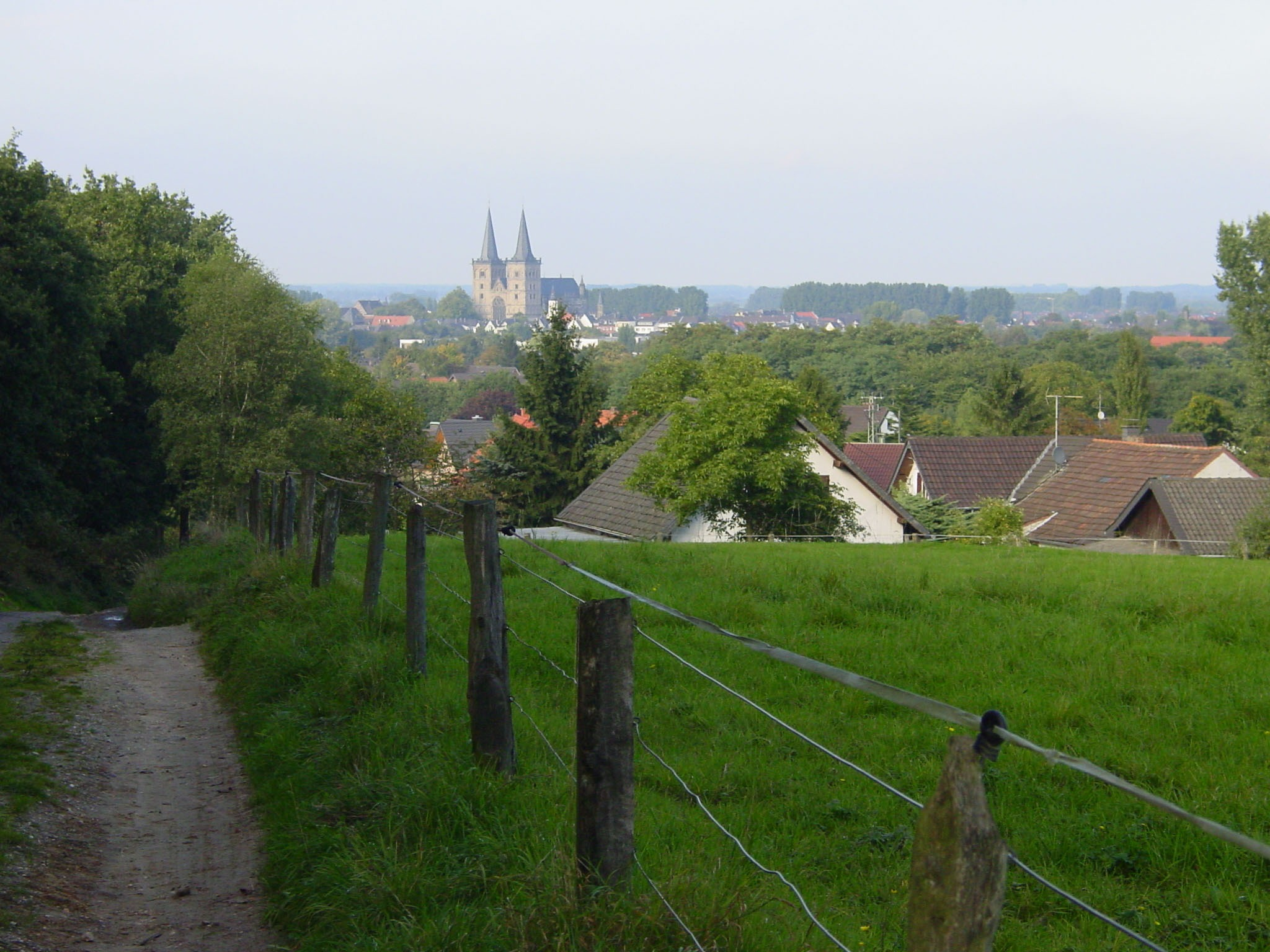
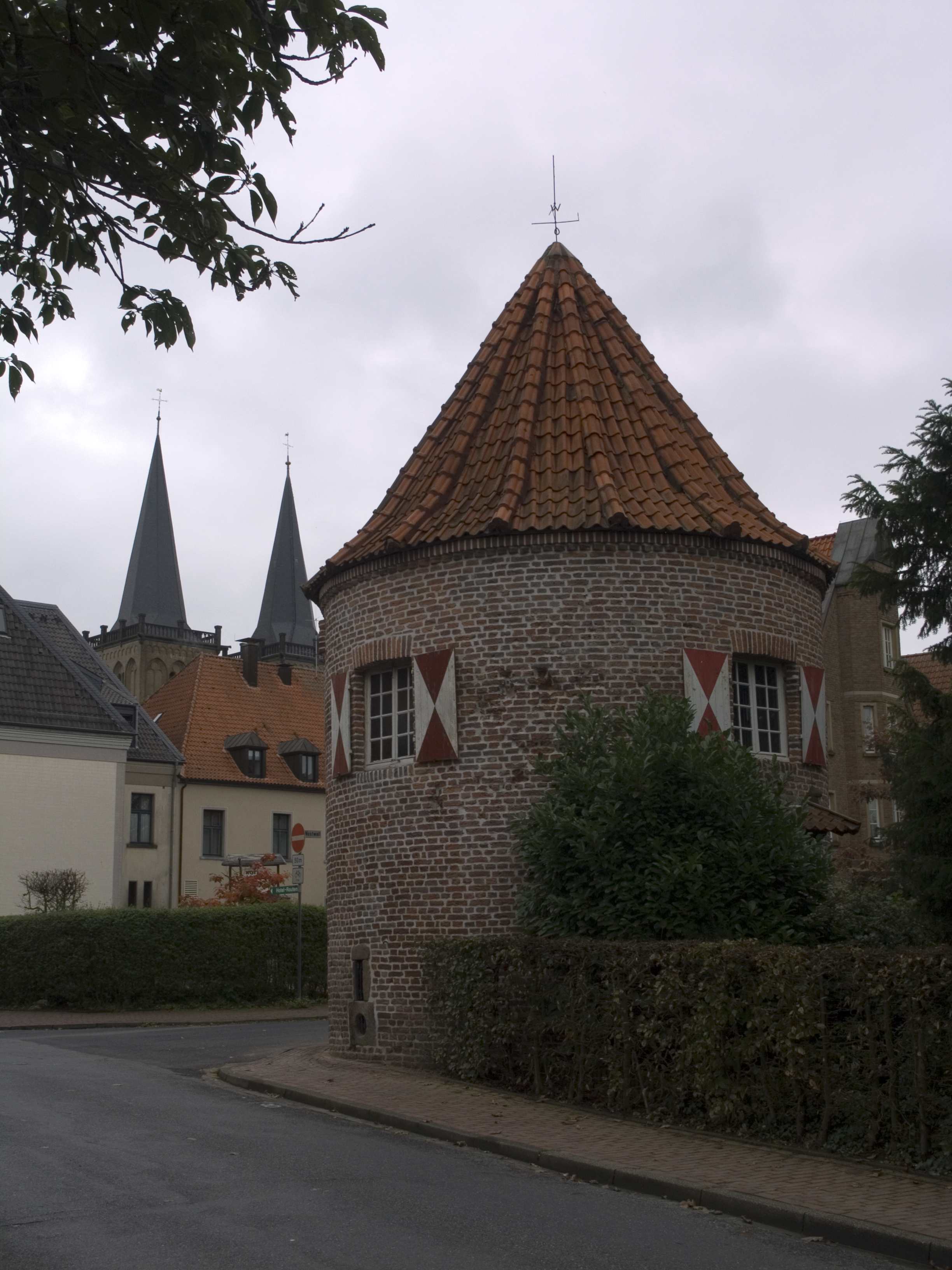
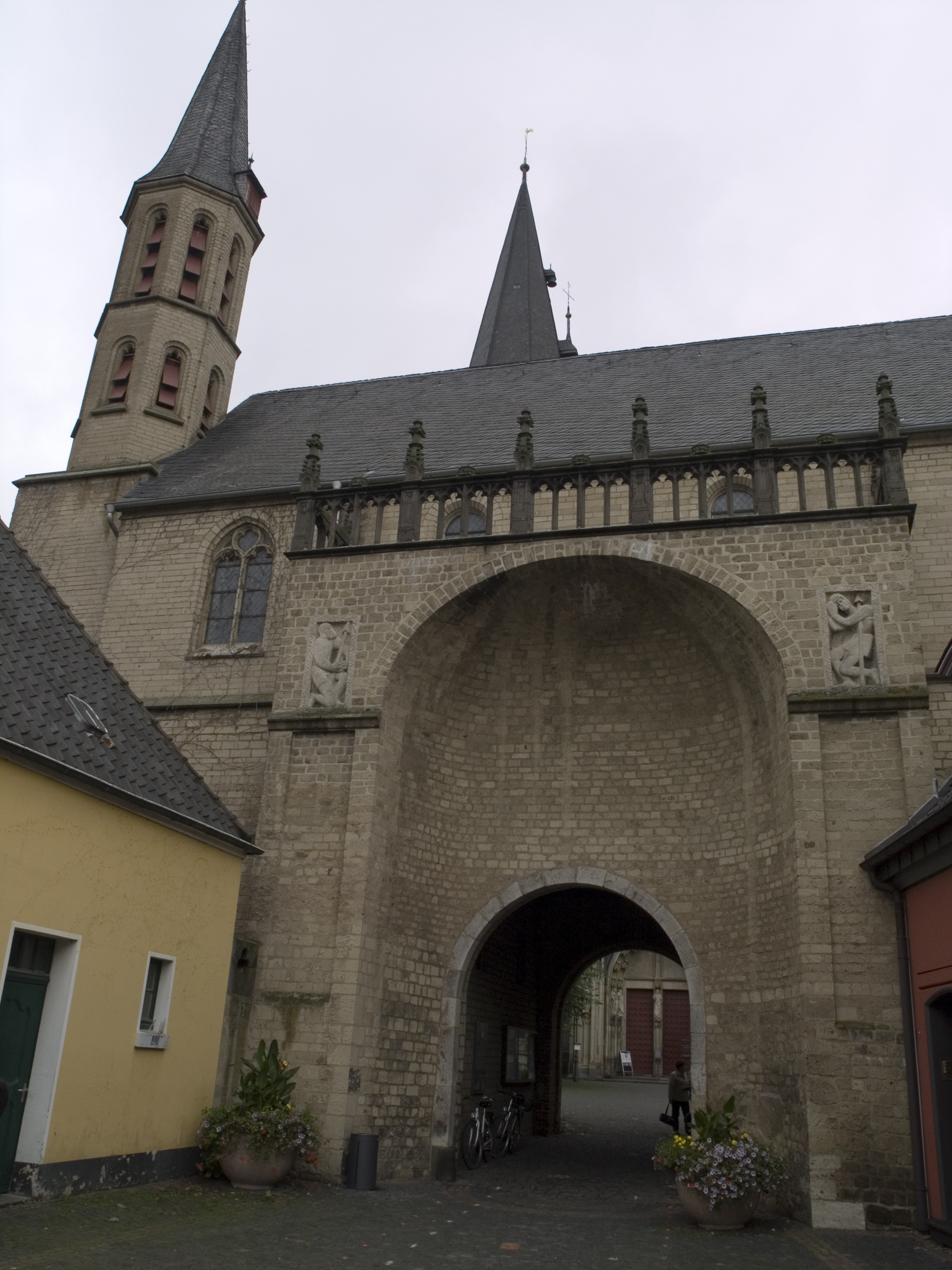
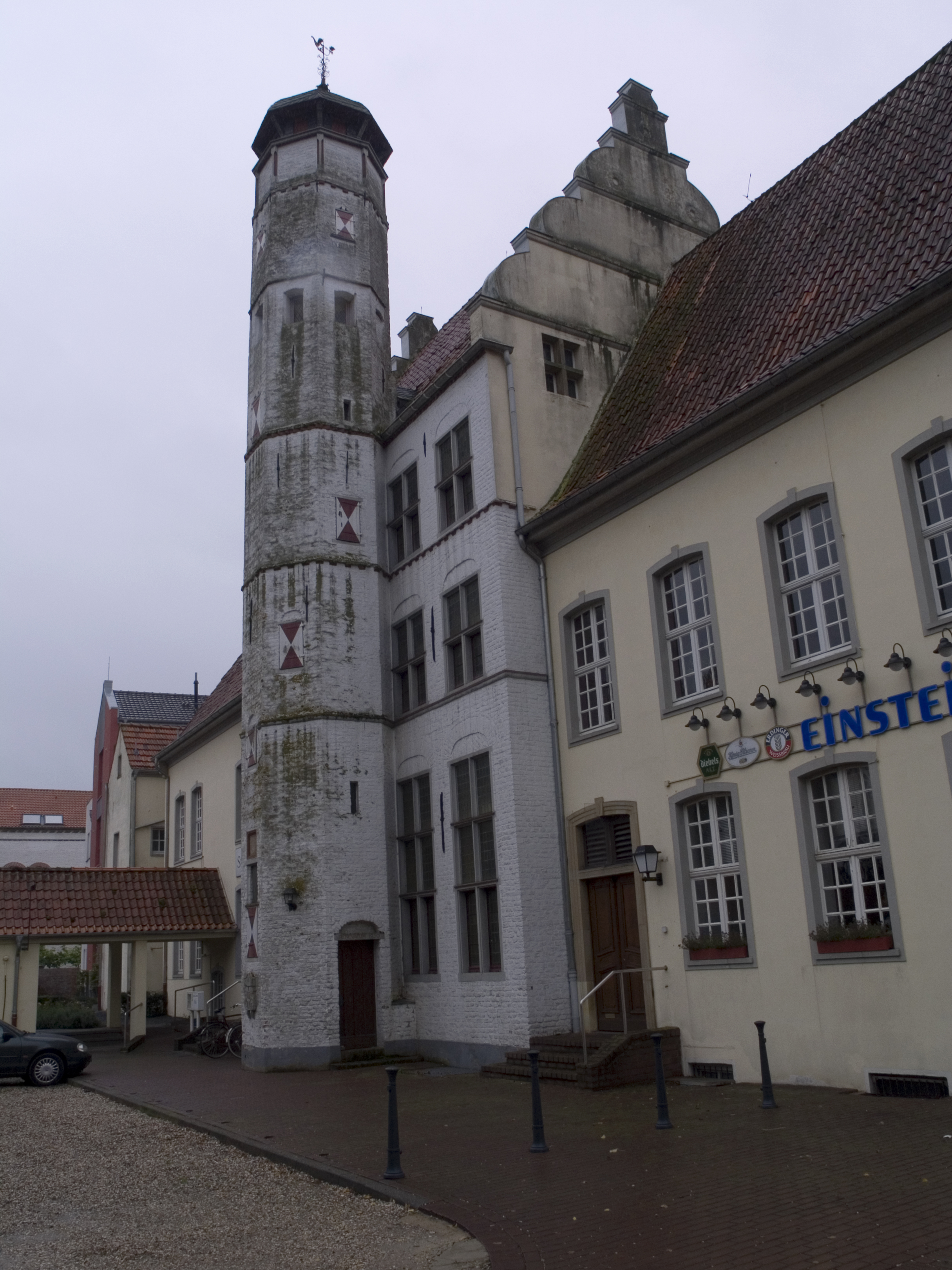
Картезианский монастырь